# Mîropil
Mîropil (în ucraineană Миропіль) este o așezare de tip urban din raionul Dzerjînsk, regiunea Jîtomîr, Ucraina. În afara localității principale, nu cuprinde și alte sate.

## Demografie
Componența lingvistică a așezării de tip urban Mîropil
     Ucraineană (96,71%)
     Rusă (2,93%)
     Alte limbi (0,25%)
Conform recensământului din 2001, majoritatea populației așezării de tip urban Mîropil era vorbitoare de ucraineană (96,71%), existând în minoritate și vorbitori de rusă (2,93%).